# Max Schwitalla
Max Schwitalla (* 16. Juni 2000 in Frankfurt am Main) ist ein deutscher Fußballspieler.

## Karriere
Schwitalla spielte in der Jugend der SG Rosenhöhe Offenbach, bevor er im Sommer 2016 in den Nachwuchs des FC Rot-Weiß Erfurt wechselte. Dort wurde er Mitglied der U17 und spielte in der B-Junioren Regionalliga Nordost. 2017 kam er zur U19 des Vereins und trainierte erstmals auch mit den Profis der 1. Mannschaft mit. Am 12. Spieltag der Saison 2017/18 gab er gegen den SC Fortuna Köln fünf Minuten vor Spielende sein Profidebüt. Am 15. Spieltag stand er zum zweiten Mal im Profikader, kam aber nicht zum Einsatz. Im Sommer 2018 wechselte er für ein Jahr in die U19-Mannschaft von Hannover 96.
Anfang März 2020 wurde er als Neuzugang beim Nordost-Regionalligisten FSV Optik Rathenow als Neuzugang vorgestellt, durch die COVID-19-Pandemie und die damit verbundene Einstellung des Spielbetriebs kurze Zeit später verließ er den Klub im August 2020 ohne Chance auf einen Einsatz gehabt zu haben.